# Pueblica de Valverde
Pueblica de Valverde – gmina w Hiszpanii, w prowincji Zamora, w Kastylii i León, o powierzchni 25,74 km². W 2011 roku gmina liczyła 241 mieszkańców.